# San Felice del Molise
San Felice del Molise (en croate : Sti Filić) est une commune de la province de Campobasso, dans la région Molise, en Italie.

## Culture
- Croates du Molise

## Administration
| Période                                  | Période  | Identité       | Étiquette | Qualité |
| ---------------------------------------- | -------- | -------------- | --------- | ------- |
| 28 mao 2002                              | En cours | Rosida Norelli |           |         |
| Les données manquantes sont à compléter. |          |                |           |         |

### Communes limitrophes
Acquaviva Collecroce, Castelmauro, Mafalda, Montefalcone nel Sannio, Montemitro, Montenero di Bisaccia, Tavenna, Tufillo.